# Gael Bonilla
Yahir Gael Bonilla Silva (Ecatepec de Morelos, Estado de México, 26 de febrero de 2003) es un jugador de baloncesto mexicano que pertenece a la plantilla de los Ángeles de la Ciudad de México. Con 2,04 metros de altura, su posición natural en la cancha es la de alero.

## Trayectoria deportiva

### Profesional
En la temporada 2020/21 forma parte del equipo filial del FC Barcelona, disputando 14 partidos de la Liga LEB Plata y el circuito Adidas Next Generation. Gael Bonilla participó en 7 de los 8 partidos de dicho circuito, siendo titular en 3 y con un promedio de 26:20 minutos, la segunda marca más elevada del equipo por detrás de Michael Caicedo, la referencia indiscutible del Barcelona Sub-18 y con quien Bonilla comparte gran amistad. 
Terminó el Adidas NGT de la temporada siendo el segundo líder del Barcelona en promedio de puntos y asistencias por detrás de Caicedo y Rafa Villar respectivamente, además de ser el tercero en rebotes tras el pivote James Nnaji y el propio Caicedo. En el circuito de este curso firma 10,3 puntos con 55% en tiros de campo, 77,8% en libres y 28% en triples. El tiro exterior es otro aspecto a seguir mejorando, aunque es habitual que a estas edades registren peores números.
En la campaña 2021/22 continúa en el equipo filial del FC Barcelona, con el que disputa la Liga EBA. Disputa un total de 24 partidos en los que registra 12,5 puntos, 5,3 rebotes, 2,7 asistencias y 2 recuperaciones por encuentro. Fue convocado con la primera plantilla para participar en dos encuentros de Euroleague, debutando el 25 de marzo frente al Fenerbahçe. 
En 2022/23 permanece en el filial azulgrana, con el que inicia la temporada y disputa seis encuentros acreditando unas medias de 14,3 puntos, 7,5 rebotes, 2,2 robos, 3,5 asistencias y un tapón, siendo uno de los jugadores más destacados de la competición hasta su marcha a inicios de enero.
El 7 de enero de 2023, el equipo  Capitanes de la Ciudad de México anunció la contratación de Bonilla para disputar la temporada 2022-2023 de la NBA G League. Bonilla es el tercer jugador mexicano activo de la franquicia, junto con Moisés Andriassi y Orlando Méndez. Disputó 20 partidos en los que promedió 2,5 puntos y 2,6 rebotes en casi 11 minutos por noche, regresando en marzo al FC Barcelona.
En abril de 2023 anunció su intención de declararse elegible en el Draft de la NBA de 2023, pero pocos días antes de su celebración optó por retirarse.
Una vez desvinculado del FC Barcelona, el 28 de junio de 2023 fue anunciado su fichaje por el Cáceres Patrimonio de la Humanidad, club de la Liga LEB Oro española, la segunda en importancia del país. En la temporada 2023/24 disputó 33 partidos en los que promedió 7.6 puntos, 4.8 rebotes y 1.9 asistencias.
El 21 de mayo de 2024 es anunciado como el primer fichaje en la historia de los Diablos Rojos del México de la LNBP.
El 4 de febrero de 2025 es anunciado como fichaje de los Ángeles de la Ciudad de México del Circuito de Baloncesto de la Costa del Pacífico.

### Selección nacional
Es internacional absoluto con la selección de baloncesto de México. Disputó su primer partido en noviembre de 2021 ante la Selección de baloncesto de Estados Unidos, en el clasificatorio de FIBA Américas para la Copa Mundial de Baloncesto de 2023. También ha disputado varios torneos de categorías de formación con la selección mexicana, entre ellos, el Campeonato FIBA Américas Sub-16 y el Centrobasket Sub-17, en este último, resultó campeón además de ser declarado «Jugador más valioso».
Bonilla asistió a la concentración de la preselección Sub-15 de cara al Centrobasket. Asistieron alrededor de 25 jugadores que buscaban ser parte del seleccionado nacional, sin embargo, no pudo asistir a la siguiente concentración de la preselección debido a que tenía un compromiso con el FC Barcelona.
Luego fue oro en el Centrobasket Sub-17 de 2019.
Consiguió una plata en los Juegos Centroamericanos y del Caribe de junio de 2023.
Durante agosto y septiembre de 2023 fue integrante de la selección de México que participó en el Mundial de 2023 celebrado en Asia, y que finalizó en vigesimoquinto lugar.